# Tovomita carinata
Tovomita carinata är en tvåhjärtbladig växtart som beskrevs av Pierre Joseph Eyma. Tovomita carinata ingår i släktet Tovomita och familjen Clusiaceae. Inga underarter finns listade i Catalogue of Life.